# Partij voor Rechtvaardigheid en Ontwikkeling
De Partij voor Rechtvaardigheid en Ontwikkeling (Turks: Adalet ve Kalkınma Partisi), officiële acroniem AKP, is een Turkse politieke partij van conservatieve signatuur. De partij presenteert zich nadrukkelijk in haar partijreglementen niet als islamitische, maar als conservatief-democratische partij met een economisch-liberale signatuur. De partij is sinds de parlementsverkiezingen van 2002 aan de macht in Turkije. De AKP, die toen voor het eerst meedeed aan de verkiezingen, werd met 34,2% van de stemmen direct de grootste partij van Turkije. Mede-oprichter en partijvoorzitter Recep Tayyip Erdoğan is president.

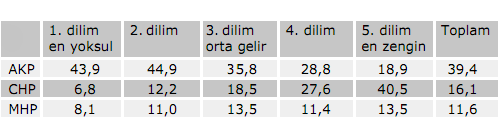
Tabel A: Kiezers op basis van maandelijkse inkomen (bron: KONDA Research and Consultancy, 2007). AKP is de grootste partij in groep 1, 2, 3 en 4, terwijl CHP de grootste is in groep 5, de rijkste 20% van Turkije.

Het succes van de AKP wordt toegedicht aan de economische liberalisatie waardoor een Anatolisch maatschappelijk middenveld zou zijn ontstaan dat wel aan sociale en economische betekenis had gewonnen, maar zich daarentegen onvoldoende vertegenwoordigd voelde in het politieke systeem (zie tabel A). De kiem voor de economische inhaalslag zou besloten liggen in de neoliberale economische filosofie van wijlen president Turgut Özal. Door de ondervertegenwoordiging van het cultureel conservatieve Anatolische deel van de bevolking in de belangrijkste overheidsorganen zou de overheid niet representatief zijn geweest voor de bevolkingssamenstelling. De nieuwe Anatolische bourgeoisie zou, door middel van de AKP, de status-quo van de stedelijke Kemalistische bevolking uitdagen.
De partij steunt de islamistische Moslimbroederschap die door Egypte, Rusland, Verenigde Arabische Emiraten, Saoedi-Arabië, Syrië en Bahrein op de terreurlijst werd gezet, nadat het Egyptische leger onder leiding van Abdul Fatah al-Sisi via een staatsgreep Mohammed Morsi, de eerste democratisch gekozen president van Egypte, afzette. Zowel het binnenlands als buitenlands beleid van de partij onder (voormalig) premier Ahmet Davutoğlu wordt gezien als Pan-islamitisch, ten koste van de elitisch Kemalistisch-seculiere republikeinse principes.
Landelijke demonstraties braken uit tegen het autoritarisme van de AKP in 2013, het hardhandig neerslaan van de demonstraties leidde tot internationale veroordeling tevens kwamen de gesprekken over toetreding van Turkije tot de EU tot stilstand. Sindsdien heeft de partij strengere regelgeving op het gebied van internet, abortus en alcoholgebruik ingevoerd en de toegang tot Twitter en YouTube werd tijdelijk geblokkeerd in maart 2014. Vooral na een corruptieschandaal waarbij verschillende AKP ministers betrokken waren in 2013, wordt de partij beschuldigd van vriendjeskapitalisme. De partij is verantwoordelijk voor democratische erosie in Turkije.

## Geschiedenis
De beweging rond Gül begon de Beweging van de Deugdzamen (Erdemliler Hareketi) en op 14 augustus 2001 werd de Adalet ve Kalkınma Partisi met Recep Erdoğan als partijvoorzitter gesticht.
De AK-partij onderstreept het belang van moraliteit, vertrouwen en verdienste in de politiek; ziet religie als een van de meest belangrijke instituties van de menselijkheid en zegt "loyaal aan de principes van de republiek en de grondwet" te zijn.
Sinds de oprichting van de AK-partij wordt betwist waar de partij voor staat. Enerzijds wordt de AK-partij beschouwd als een voortzetting van eerdere islamitische partijen, anderzijds profileert de AK-partij zich als een brede sociaalconservatieve partij. De AK-partij wordt sterk gewantrouwd door de ambtenaren en het leger omdat zij deels voortkomt uit de religieuze Milli Görüş. De voorstellen van de AK-partij worden door hen dan ook gezien als een deel van een verborgen islamistische agenda. Erdoğan zou, volgens de seculieren, een radicale verandering willen brengen in Turkije maar zou dit willen doen met een langetermijnstrategie om de opponenten op hun gemak te stellen. Erdoğan zelf zegt dat de AK-partij nooit een confessionele partij is geweest, maar een conservatieve centrumpartij. Hij vertelde ook dat de AK-partij niet het verlengstuk is van welke partij dan ook, maar een nieuwe partij is die bestaat uit nieuwe politici en oude politici. Dat sommige leden een politiek linkse achtergrond hebben en anderen een rechtse achtergrond.

### Parlementsverkiezingen 2002
De huidige regeringspartij AK-partij beschikt sinds 2002 over een meerderheid in het parlement. De AK-partij werd opgericht in augustus 2001 en groeide in zestien maanden uit tot de grootste partij bij de landelijke verkiezingen. De opkomst van de AK-partij kan worden gezien als een gevolg van de economische crisis in 2001 en de grote onvrede onder de bevolking over het bestaande politieke bestel en de grootschalige corruptie. In 2002 kwamen enkel de AK-partij en CHP in het parlement; en met 34% van de stemmen kreeg de AK-partij toch een meerderheid van de zetels zodat de partij zelf een regering kon vormen.
Het beleid van AK-partij kenmerkte zich in de eerste jaren na de verkiezingsoverwinning van 2002 door een pragmatische koers om polarisatie ten opzichte van laïcistische tegenstanders te voorkomen. Door een grote meerderheid in het parlement kon de partij in relatief snel tempo economische en politieke hervormingen doorvoeren die uiteindelijk resulteerden in de start van toetredingsonderhandelingen met de EU in oktober 2005. De politieke daadkracht van de AK-partij en het economische model dat de partij voorstond deed het vertrouwen onder de bevolking toenemen en de partij kon ook rekenen op steun van het volk en de Europese Unie.
De ontwikkelingen werden vanaf het begin door de laïcistische elite met argusogen gevolgd. Sinds haar oprichting in 2001 wordt betwist waar de AK-partij voor staat. Een deel van de AKP politici komt voort uit eerdere islamitische partijen, maar de partij ontkent een confessionele partij te zijn en profileert zich nadrukkelijk als sociaalconservatief. Onder de laïcistische elite bestaat echter een diep wantrouwen met betrekking tot de ware identiteit van de partij. De gelijktijdige toepassing van nationalistische beginselen, moslimwaarden en concepten als marktliberalisme en EU-lidmaatschap voeden daarbij sterk de ambiguïteit. De prioriteit die de AK-partij legde bij het inperken van de (ondemocratische) macht van traditionele machtscentra, aangevoerd door het leger, was van doorslaggevende betekenis voor de achterdocht.

### Parlementsverkiezingen 2007

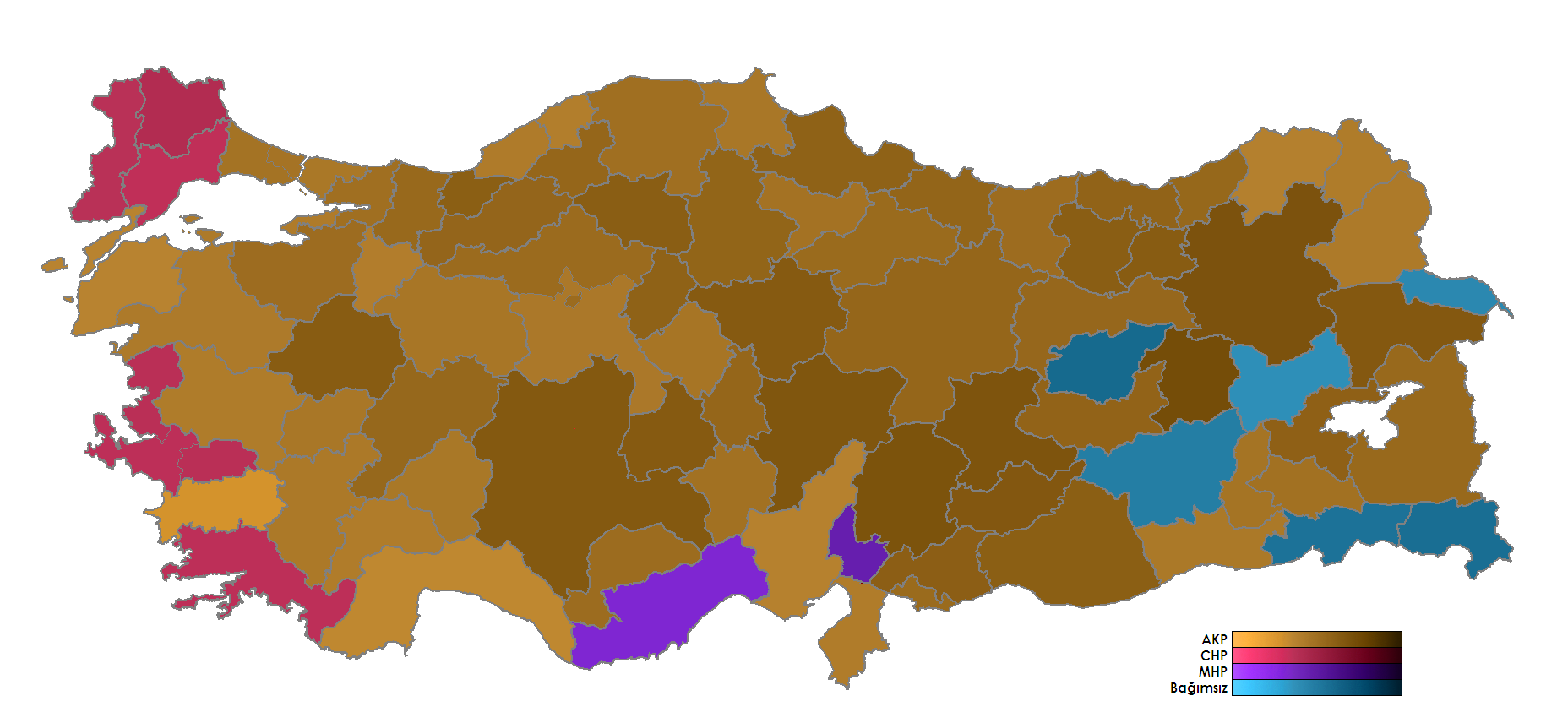
De resultaten van 2007 in kaart gebracht

Het wantrouwen resulteerde bij de presidentsverkiezingen in 2007 in een boycot van de oppositiepartijen in aanvoering van CHP-leider Deniz Baykal, waardoor de benoeming van AKP-lid Abdullah Gül geen doorgang kon vinden. Het Turkse politiek landschap polariseerde scherp met massademonstraties in de grote steden waar miljoenen tegen een potentieel presidentschap van Gül protesteerden, verontrust dat de AK-partij geen tegenwicht meer zou hebben op bestuurlijk niveau. Vervroegde algemene verkiezingen waren het gevolg, met een grote overwinning voor de AK-partij (46,6% van de stemmen). Gül werd uiteindelijk toch president. In 2008 liepen de spanningen opnieuw hoog op toen de AK-partij aankondigde het hoofddoekjesverbod op universiteiten te willen schrappen. Het Constitutioneel Hof draaide deze beslissing terug en besliste met een geringe meerderheid om de AK-partij niet te verbieden wegens anti-laïcistische activiteiten (zie onder Rechtszaak).
Parallel aan deze ontwikkelingen ging de AK-partij verder met het losweken van het Turkse bestel uit de houdgreep van de post-coup Grondwet van 1982. Zo werden in september 2010 een reeks grondwetsamendementen per volksreferendum met 58% goedgekeurd. Hoewel het voornamelijk een reeks democratische hervormingen betrof, was er ook een sterke oppositie tegen de hervormingen.
De Turkse kiezer lijkt de AK-partij ook te beoordelen op economische prestaties. Sinds de diepe crisis van 2001 zag Turkije onder de AK-partij enorme groei, van meer dan 7% tot 2008. Na de mondiale crisis in 2009, herstelde Turkije zich ook rap, wederom met goede cijfers. De economische voorspoed staat in sterk contrast tot het decennium dat voorafging aan het AKP-tijdperk.

### Parlementsverkiezingen 2011
De huidige premier Erdogan stelt zich voor de verkiezingen van 2011 voor de laatste keer beschikbaar. Volgens het partijprogramma van de AK-partij mag een parlementariër van de AK-partij maximaal 3 termijnen achtereenvolgens in het parlement zitten. Deze maatregel is bedoeld om nieuwe en jonge kandidaten een kans te geven om door te stromen naar het parlement en ook om te vermijden dat politici jarenlang hun ambt vasthouden, wat vaak het geval is in de Turkse politiek. Bij de  parlementsverkiezingen van 2011 behaalde de partij 49,90% van de stemmen, waardoor ze een absolute meerderheid kreeg in het parlement.

### Parlementsverkiezingen 2015

De grootste partij per provincie in juni 2015 (Geel= AK-partij)

De grootste partij per provincie in november 2015 (Oranje= AK-partij)

De parlementsverkiezingen van juni 2015 waren een grote teleurstelling voor Erdoğan die gehoopt had op brede steun voor zijn plannen meer macht in de handen van een president te leggen. De AK Partij viel terug van 21.414.314 stemmen (49,84 %) met 327 zetels in 2011 op 18.867.411 stemmen (40,87 %) met slechts 258 zetels. Bij dit lage zeteltal speelde het pro-Koerdische HDP een grote rol door de kiesdrempel van 10% te overbruggen. Er ontstond hierdoor een situatie waarin het onmogelijk bleek voor de AK Partij om een coalitieregering te vormen, wat tot het uitschrijven van nieuwe verkiezingen leidde. Er werd wel een interim-regering gevormd door Davutoğlu. Zo leverde de HDP met Ali Haydar Konca (minister van EU Zaken) en Müslüm Doğan (minister van Ontwikkelingszaken) twee ministers aan het 63 ste Turks kabinet. Zij dienden 22 september 2015 hun ontslag in. Tuğrul Türkeş van de Partij van de Nationalistische Beweging (MHP) kreeg ook een positie toegewezen. Tijdens de nieuwe verkiezingen (1 november 2015) won AK Partij met 49,5% en kreeg met 317 zetels de meerderheid.

### Parlementsverkiezingen 2018

De grootste partij per provincie in juni 2018 (Oranje= AK-partij)

Bij de parlements- en presidentsverkiezingen van juni 2018 is president Erdogan niet alleen in de eerste ronde herkozen, maar dankzij het goede resultaat van de MHP, waarmee de AK-partij een alliantie vormt, heeft de alliantie ook een comfortabele meerderheid in het 600 zetels tellende parlement behaald. De president kreeg 26.330.823 stemmen, wat overeenkomt met 52,59%. De AK-partij behaalde met 21.338.693 stemmen 42,56% en 295 zetels. Bondgenoot MHP behaalde met 5.565.331 stemmen 11,10% en 49 zetels. 

## Rechtszaak tegen de AK-partij
De AK-partij wordt sterk gewantrouwd door de seculiere Turkse partijen vanwege haar pogingen en acties om Turkije te islamiseren.
De hoogste Turkse aanklager had in maart 2008 het Turkse Constitutionele Hof gevraagd om de regeringspartij AK-partij te verbieden en 71 leden van de partij te verbannen van politiek voor vijf jaar, wegens het vormen van een centrum voor anti-seculiere activiteiten. In juli 2008 weigerde het hof de AK-partij te verbieden. Van de elf rechters (van wie zeven benoemd zijn door de streng-seculiere president Ahmet Sezer) waren er zes voor een verbod. Dat was één te weinig om tot een verbod te komen. De rechters van het hof besloten de partij wel financieel te straffen door de subsidies uit de schatkist te halveren. Erdogan zei na de rechtszaak voor de televisie dat Turkije sinds maart erg veel tijd en energie heeft verloren. ‘De AK-partij is nimmer het middelpunt van anti-seculiere activiteiten geweest.'

## Verkiezingen
| Verkiezingsjaar | Aantal stemmen | % van de stemmers | Aantal leden in het parlement |
| --------------- | -------------- | ----------------- | ----------------------------- |
| 2002            | 10.808.229     | 34,29%            | 365                           |
| 2007            | 16.166.231     | 46,65%            | 341                           |
| 2011            | 21.065.875     | 49,92%            | 327                           |
| juni 2015       | 18.867.411     | 40.87%            | 258                           |
| november 2015   | 23.681.926     | 49.50%            | 317                           |
| 2018            | 21.335.581     | 42,56%            | 295                           |

| Verkiezingsjaar | Aantal stemmen | % van de stemmers | Burgemeesters/raadsleden |
| --------------- | -------------- | ----------------- | ------------------------ |
| 2004            | 13.447.287     | 41,67%            | 1.750/16.637             |
| 2009            | 15.353.553     | 38,39%            | 1.452/16.621             |
| 2014            | 17.802.976     | 42,87%            | 818/11.309               |

## Partijleiders
| Nr | Foto                 | Leider               | Begindatum       | Einddatum        |
| -- | -------------------- | -------------------- | ---------------- | ---------------- |
| 1  | Recep Tayyip Erdoğan | Recep Tayyip Erdoğan | 14 augustus 2001 | 27 augustus 2014 |
| 2  | Ahmet Davutoğlu      | Ahmet Davutoğlu      | 27 augustus 2014 | 22 mei 2016      |
| 3  | Binali Yıldırım      | Binali Yıldırım      | 22 mei 2016      | 21 mei 2017      |
| 4  | Recep Tayyip Erdoğan | Recep Tayyip Erdoğan | 21 mei 2017      | huidig           |

## Galerij

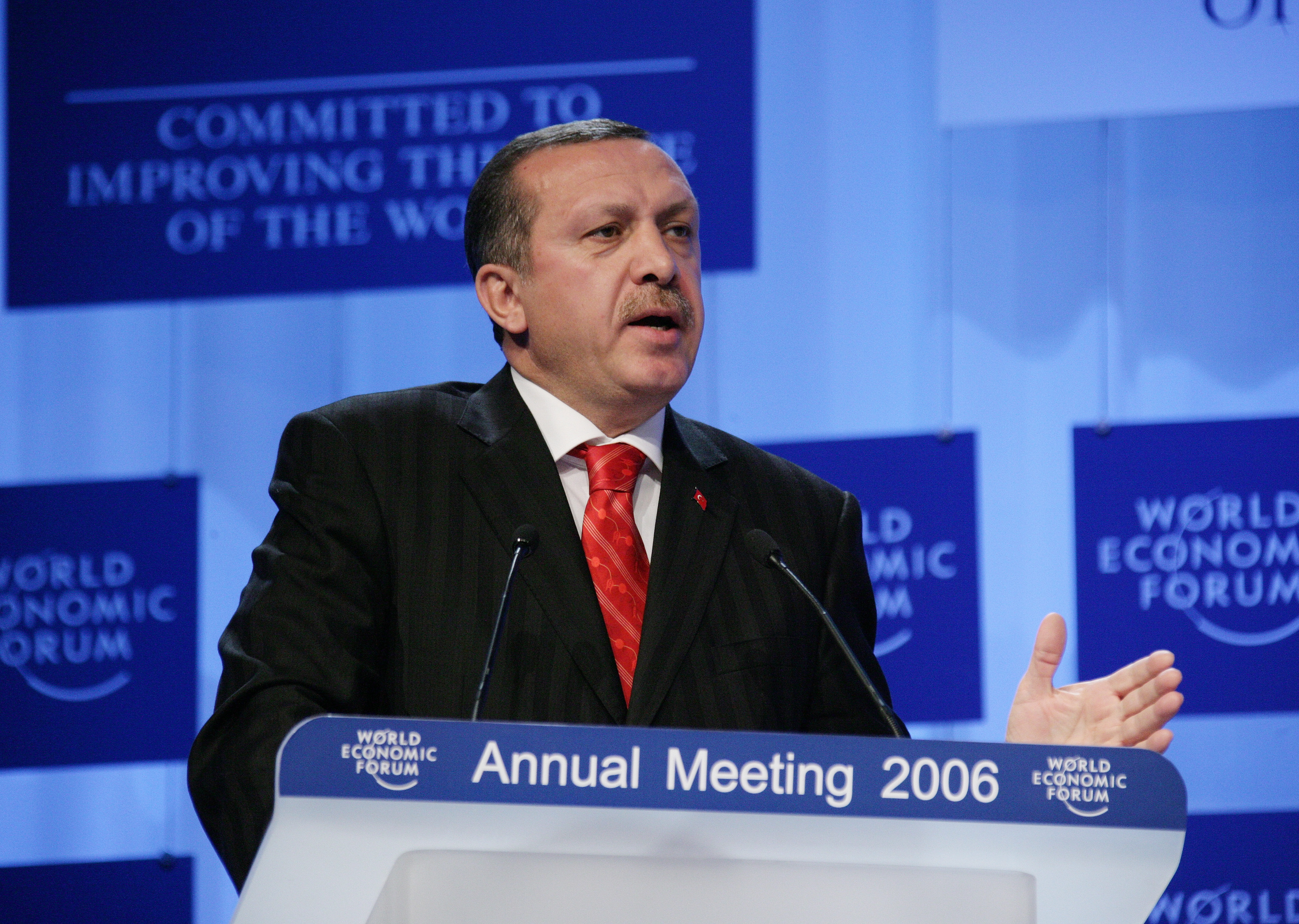
Recep Tayyip Erdoğan, de huidige 12de president van Turkije
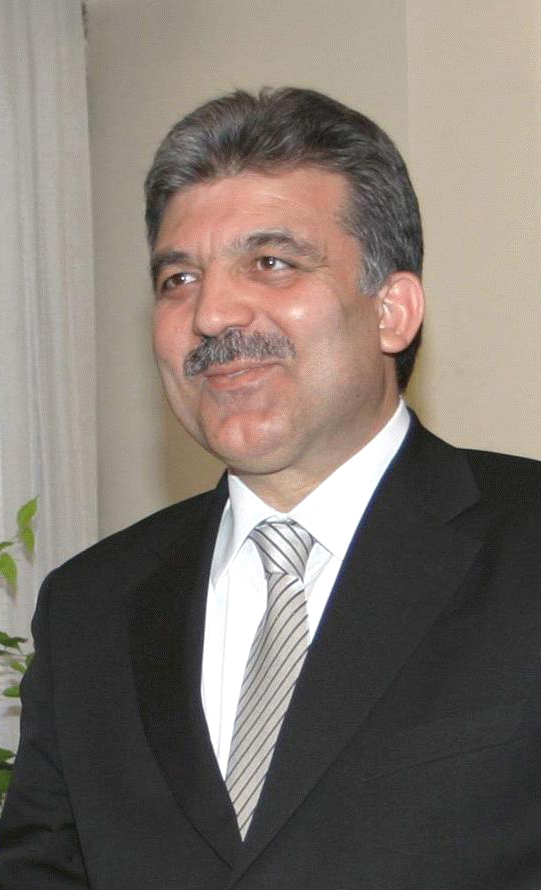
Abdullah Gül, vorige president van Turkije
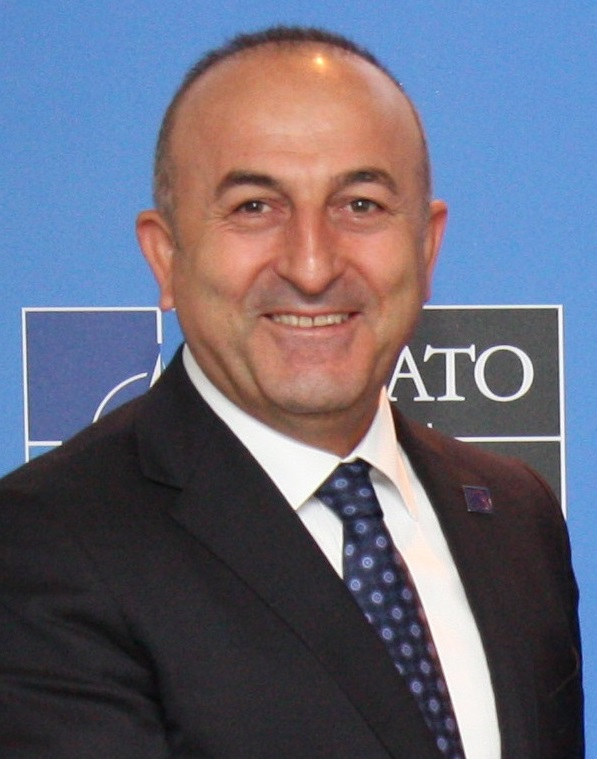
Mevlüt Çavuşoğlu, minister van Buitenlandse Zaken
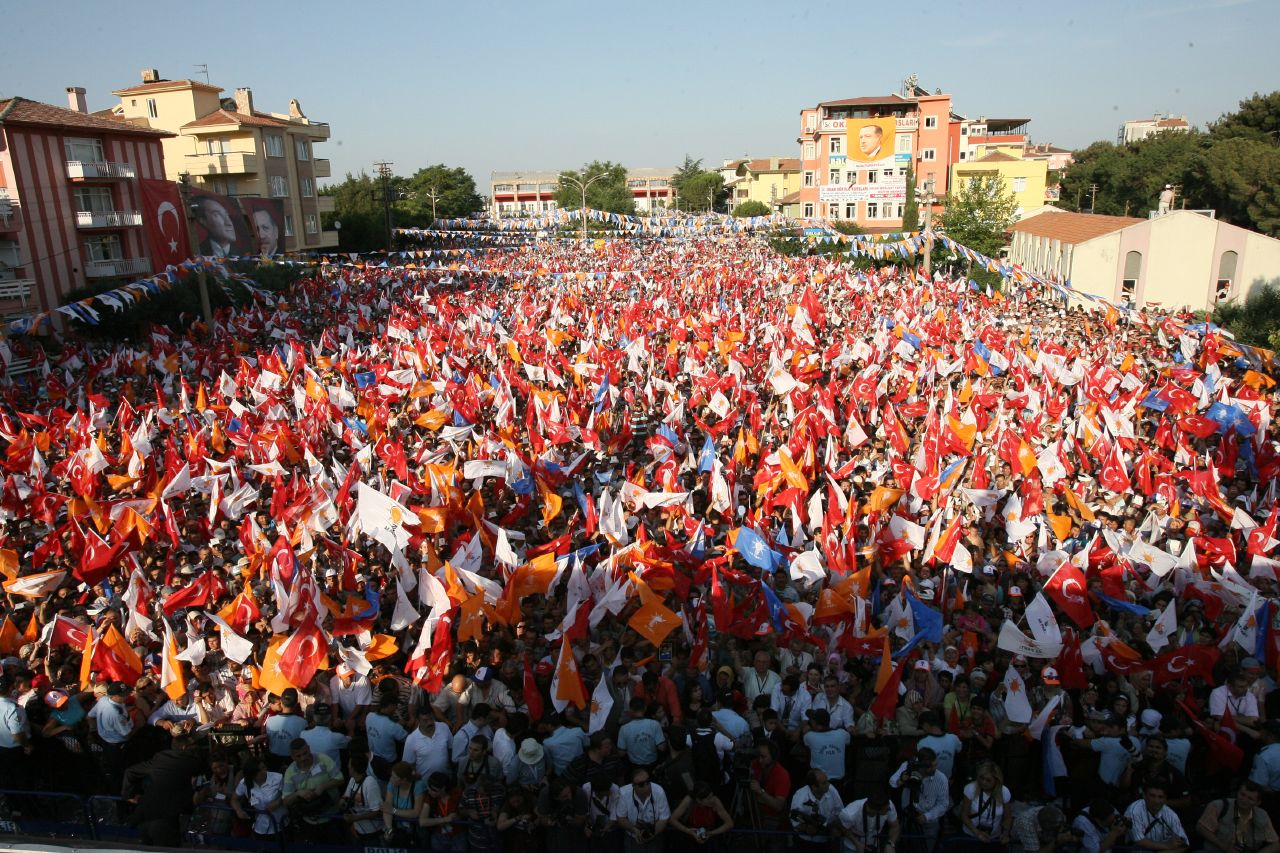
Partijconferentie voor de algemene verkiezingen 2007
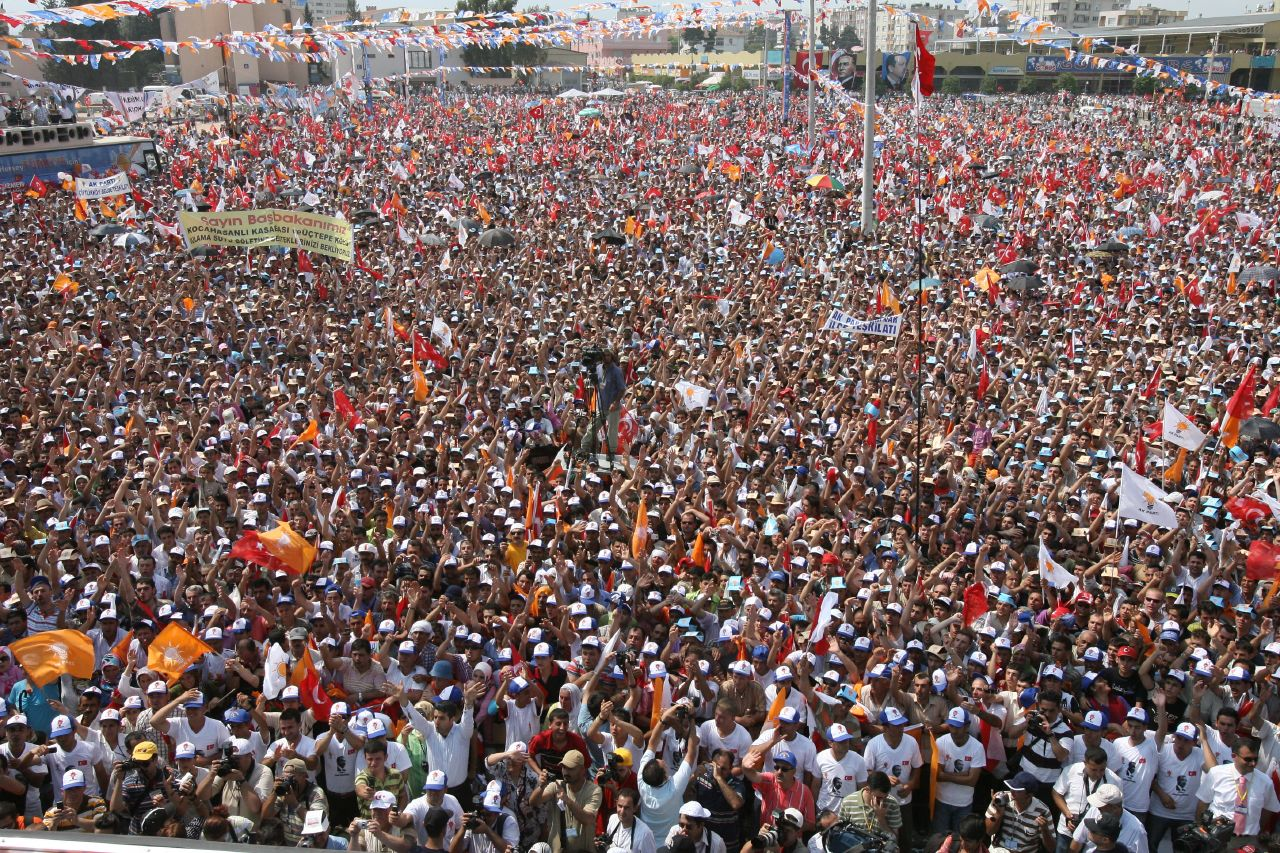
Partijconferentie in 2007
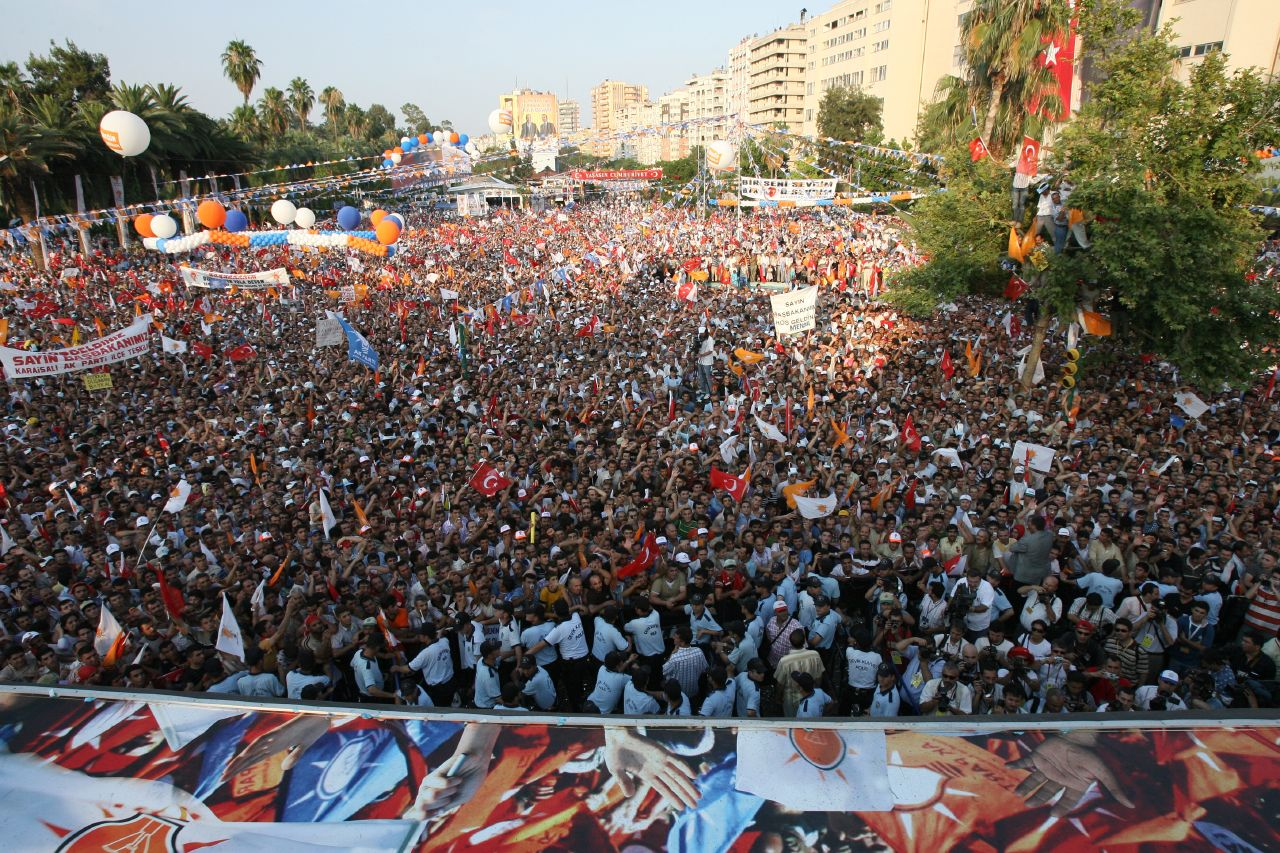
Partijconferentie in de zomer van 2007